# CanAm
Pour les articles homonymes, voir Can-Am.

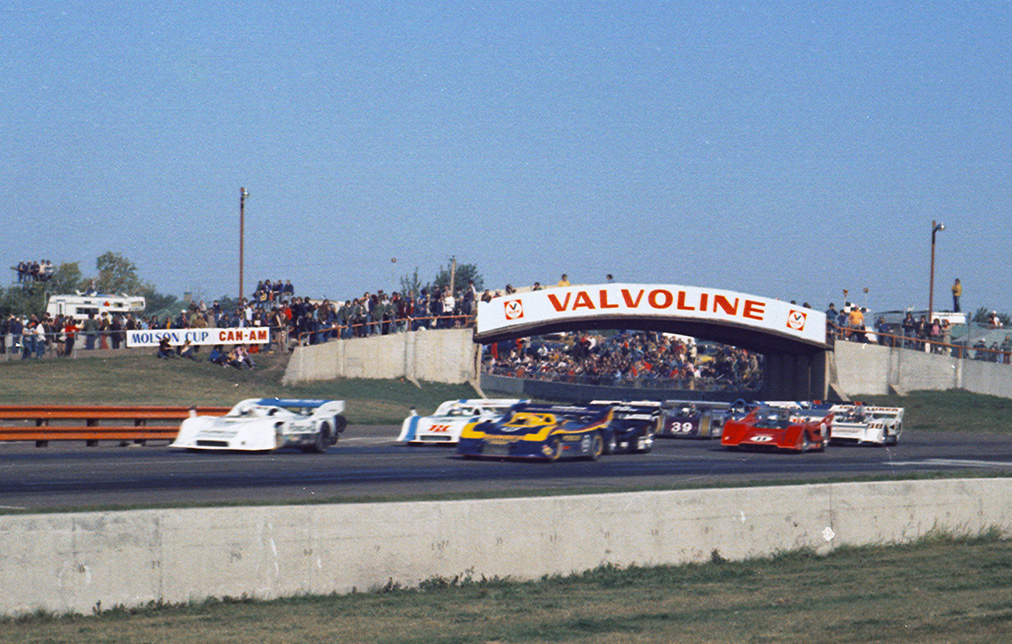
Can-Am en 1973.

Le CanAm, abréviation de Canadian-American Challenge Cup était un championnat automobile qui se déroulait en Amérique du Nord (deux villes canadiennes et quatre villes américaines), et qui opposait des voitures de type « Prototype » (conçues de A à Z ou modifiées). Il était coorganisé par l'Association canadienne de rallye et le Sports Car Club of America.
Organisé de 1966 à 1974, le CanAm a connu une seconde existence de 1977 à 1986. Le règlement de cette compétition n'imposait pratiquement pas de restriction de puissance ni d'aérodynamique. Les règles très basiques permettaient divers types de moteurs, d'améliorations (suralimentation, surcompression) et d'innovations, ce qui résulta en une véritable compétition de puissance et de technologie.

## Palmarès
| Année     | Vainqueur                 | Écurie                     | Voiture                                 |
| 1966      | John Surtees              | Team Surtees               | Lola T70-Chevrolet                      |
| 1967      | Bruce McLaren             | Bruce McLaren Motor Racing | McLaren M6A-Chevrolet                   |
| 1968      | Denny Hulme               | Bruce McLaren Motor Racing | McLaren M8A-Chevrolet                   |
| 1969 (en) | Bruce McLaren             | Bruce McLaren Motor Racing | McLaren M8B-Chevrolet                   |
| 1970 (en) | Denny Hulme               | Bruce McLaren Motor Racing | McLaren M8D-Chevrolet                   |
| 1971 (en) | Peter Revson              | Bruce McLaren Motor Racing | McLaren M8F-Chevrolet                   |
| 1972 (en) | George Follmer            | Penske Racing              | Porsche 917/10                          |
| 1973 (en) | Mark Donohue              | Penske Racing              | Porsche 917/30KL                        |
| 1974 (en) | Jackie Oliver             | Shadow Racing Cars         | Shadow DN4A-Chevrolet                   |
| 1975-76   | Pas de compétition        | Pas de compétition         | Pas de compétition                      |
| 1977 (en) | Patrick Tambay            | Haas-Hall Racing           | Lola T333CS-Chevrolet                   |
| 1978 (en) | Alan Jones                | Haas-Hall Racing           | Lola T333CS-Chevrolet                   |
| 1979 (en) | Jacky Ickx                | Carl Haas Racing           | Lola T333CS-Chevrolet                   |
| 1980 (en) | Patrick Tambay            | Carl Haas Racing           | Lola T530-Chevrolet                     |
| 1981 (en) | Geoff Brabham             | Team VDS                   | Lola T530-Chevrolet / VDS 001-Chevrolet |
| 1982 (en) | Al Unser Jr.              | Galles Racing              | Frissbee (sv) GR3-Chevrolet             |
| 1983 (en) | Jacques-Joseph Villeneuve | Canadian Tire              | Frissbee GR3-Chevrolet                  |
| 1984 (en) | Michael Roe               | Norwood/Walker             | VDS 002-Chevrolet / VDS 004-Chevrolet   |
| 1985 (en) | Rick Miaskiewicz (en)     | Mosquito Autosport         | Frissbee GR3-Chevrolet                  |
| 1986 (en) | Horst Kroll               | Kroll Racing               | Frissbee KR3-Chevrolet                  |
| 1987 (en) | Bill Tempero (en)         | Texas American Racing Team | March 85C-Chevrolet                     |